# Собеские
Собеские — польский дворянский род герба Янина, восходящий к XV в.
Ян Собеский был в 1574 году судьей земским стенжицким, а брат его Войцех — подкоморием люблинским. От первого происходит ветвь, существовавшая ещё в 1860-х годах и внесенная в родословные книги дворян Царства Польского; от второго — ветвь, известная в истории.
Сын Войцеха, по другим сведениям Яна, Марк, был воеводой люблинским и маршалом великим коронным (ум.1607), сын Марка, Якуб Собеский (1590—1646) — каштеляном краковским. В 1617 году он был в числе советников при королевиче Владиславе, отправлявшемся в Москву, потом уполномочен был вести переговоры о мире; в 1643 году вёл мирные переговоры со шведами. Славился даром красноречия и современники называли его «sapientissimum totius Poloniaeos». Его труды: «Commentariorum belli Chotimensis libri tres» (напеч. в сборнике Кондратовича «Dziejopis kraj.»), «Dwie podroze Jakóba S., ojca krola Jana III, odbyte po krajach europejskich w latach 1607—13» и «Instrukcyja Jakóba S., kasztelana krakowskiego ojca króla Jana, dana panu Olszowskiemu ze strony synów».
Сын Якова, Ян, избран был на польский престол. Дети его носили титул «королевичей»; из них дочь Терезия-Кунегунда (1676—1730) вышла замуж за Максимилиана-Эммануила, курфюрста баварского, а сын Яков Людвиг Генрих (1667—1739), от брака с Гедвигой-Елисаветой, принцессой пфальц-баварской, имел двух дочерей: Марию-Каролину (1697—1740), бывшую последовательно за двумя герцогами де Бульон, и Марию-Клементину (1702—1735) — жену претендента на английский престол Якова Стюарта. Со смертью королевича Якова пресеклось потомство Войцеха Собеского.